# آنتوان کینا
آنتوان کینا (فرانسوی: Antoine Kina‎؛ زادهٔ ۱۳ فوریهٔ ۱۹۹۶) بازیکن هاکی روی چمن اهل بلژیک است.